# Elaphoglossum blandum
Elaphoglossum blandum är en träjonväxtart som beskrevs av Eduard Rosenstock. Elaphoglossum blandum ingår i släktet Elaphoglossum och familjen Dryopteridaceae. Inga underarter finns listade.